# Mesochorus inflatus
Mesochorus inflatus is een vliesvleugelig insect (orde Hymenoptera) uit de familie van de gewone sluipwespen (Ichneumonidae). De wetenschappelijke naam van de soort werd in 1971 gepubliceerd door C.E. Dasch.

## Homoniemen
Voor Mesochorus inflatus Schwenke, 1999 zie Mesochorus leviae Kittel, 2016